# تاسکم
تاسکم (انگلیسی: TASCAM) شرکت الکترونیک آمریکایی است، که در سال ۱۹۷۱ تأسیس شد.